# مجاهدو البوسنة
مجاهدو البوسنة (بالبوسنوية: Bosanski mudžahedini)‏ هم متطوعون أجانب مسلمون قاتلوا في البوسنة خلال فترة 1992–1995 في حرب البوسنة.
كان وصولهم الأول إلى وسط البوسنة في النصف الثاني من عام 1992 للمحاربة لنصرة الإسلام (من هنا أتت تسمية مجاهدون)، لمساعدة أخوتهم من مسلمين البوسنة والدفاع عنهم من القوات الصربية والكرواتية. أغلبهم قادم من شمال أفريقيا، الشرق الأدنى والشرق الأوسط. تخمينات أعدادهم كانت ما بين 500 إلى 6000.

## حرب البوسنة
بعد تفكك يوغوسلافيا عام 1991، أعلنت سولفينيا وكرواتيا إستقلالهما. وفي هذه الأثناء أعلن قيادة مسلمين البوسنة للإستقلال. أنشأ الصرب أقاليم تتمتع بحكم ذاتي كما أخذ الكروات البوسنيون خطوة مشابهة. إندلعت الحرب في أبريل من عام 1992.
قررت الدول الإسلامية دعم مسلمي البشناق واستقلال البوسنة والهرسك. جاء الدعم من إيران وباكستان والمملكة العربية السعودية وتركيا ودول إسلامية أخرى. كانت هناك أيضا منظمات إسلامية ومنظمات إسلامية غير ربحية وصناديق خيرية تدعم مسلمي البوسنة والهرسك. انضم المقاتلون الأجانب المسلمون إلى الجانب البوسني المسلم.
وصل المجاهدون المتطوعون من جميع أنحاء العالم بما في ذلك أفغانستان ومصر وفرنسا وإندونيسيا والعراق وإيران ولبنان وماليزيا والمغرب وباكستان وروسيا (خاصة من الشيشان وداغستان) والمملكة العربية السعودية وإسبانيا وتايلاند وتركيا والمملكة المتحدة والولايات المتحدة واليمن. كان المجاهدون البوسنيون في الأساس من إيران وأفغانستان والدول العربية.
وصل المجاهدون الأجانب إلى وسط البوسنة والهرسك في النصف الثاني من عام 1992 بهدف القتال من أجل الإسلام ومساعدة إخوانهم المسلمين البوسنيين على الدفاع عن أنفسهم ضد القوات الصربية والكرواتية. جاء معظمهم من شمال إفريقيا والشرق الأدنى والشرق الأوسط. ذهب بعضهم في الأصل كعاملين في المجال الإنساني بينما اعتُبر بعضهم مجرمين في بلدانهم الأصلية لسفرهم بشكل غير قانوني إلى البوسنة والهرسك وتحولهم إلى جنود. في 13 أغسطس 1993 نظمت الحكومة البوسنية رسميا متطوعين أجانب في مفرزة تعرف باسم المجاهدين من أجل فرض السيطرة والنظام. في البداية قدم المجاهدون الأجانب الطعام والضروريات الأساسية الأخرى للسكان المسلمين المحليين الذين حرمتهم القوات الصربية من ذلك. بمجرد اندلاع الأعمال العدائية بين الحكومة البوسنية والقوات الكرواتية شارك المجاهدون أيضا في معارك ضد مجلس الدفاع الكرواتي جنبا إلى جنب مع وحدات جيش جمهورية البوسنة والهرسك.
قام المجاهدون الأجانب بتجنيد الشباب المحليين وتقديم التدريب العسكري والزي العسكري والأسلحة. ونتيجة لذلك انضم بعض البوشناق إلى المجاهدين الأجانب وأصبحوا في هذه العملية مجاهدين محليين. وثائق المحكمة الجنائية الدولية ليوغوسلافيا السابقة في محاكمات جرائم الحرب اللاحقة ذكرت أنه «يصعب التمييز بين المجموعتين». لهذا السبب استخدمت المحكمة الجنائية الدولية ليوغوسلافيا السابقة مصطلح «المجاهدين» لكل من المقاتلين من الدول العربية وكذلك المسلمين المحليين الذين انضموا إلى وحدات المجاهدين.
وسرعان ما تعرضوا لانتقادات شديدة من الناس الذين زعموا أن وجودهم دليل على الأصولية الإسلامية العنيفة في أوروبا. حتى أن المتطوعين الأجانب أصبحوا لا يتمتعون بشعبية لدى العديد من السكان البوسنيين لأن الجيش البوسني كان لديه الآلاف من القوات ولم يكن بحاجة إلى المزيد من الجنود بل إلى السلاح. كان العديد من ضباط الجيش البوسني والمثقفين يشككون في وصول المتطوعين الأجانب إلى الجزء الأوسط من البلاد لأنهم أتوا من سبليت وزغرب في كرواتيا وقد مروا عبر الجمهورية الكرواتية في البوسنة والهرسك دون مشاكل على عكس جنود الجيش البوسني الذين يتم اعتقالهم من قبل القوات الكرواتية بانتظام.
كان أول معسكر تدريب للمجاهدين يقع في بوليانيتشي بجوار قرية ميهوريتشي في وادي بيلا ببلدية تراونيك. تضمنت جماعة المجاهدين التي تأسست هناك مجاهدين من الدول العربية وكذلك بعض البوشناق. كما تم إنشاء المجاهدين من معسكر بولانيتش في مدينتي زينيتسا وترافنيك واعتبارا من النصف الثاني من عام 1993 فصاعدا في قرية أوراساتش الواقعة أيضا في وادي بيلا.
الفعالية العسكرية للمجاهدين متنازع عليها. ومع ذلك قال مفاوض السلام الأمريكي السابق في البلقان ريتشارد هولبروك في مقابلة إنه يعتقد أن «المسلمين ما كانوا لينجو بدون هذه المساعدة» حيث أدى حظر الأسلحة الذي فرضته الأمم المتحدة في ذلك الوقت إلى تقليص القدرات القتالية للحكومة البوسنية. في عام 2001 وصف هولبروك وصول المجاهدين بأنه «اتفاق مع الشيطان» لا تزال البوسنة والهرسك تتعافى منه. من ناحية أخرى وفقا للجنرال ستيبان شيبر وهو صاحب أعلى رتبة في الجيش البوسني من أصل كرواتي فإن الدور الرئيسي في وصول المتطوعين الأجانب قد لعبه فرانيو تودجمان والاستخبارات المضادة الكرواتية بهدف تبرير تورط كرواتيا في حرب البوسنة والهرسك والجرائم التي ارتكبتها القوات الكرواتية. على الرغم من أن الرئيس البوسني علي عزت بيغوفيتش اعتبرهم ذا قيمة رمزية كدليل على دعم العالم الإسلامي للبوسنة والهرسك يبدو أنهم لم يحدثوا فرقا عسكريا كبيرا وأصبحوا عبئا سياسيا كبيرا.
كما صرح  النيرال البوسيني ساكب محمودجين أن المجاهدين أرسلوا 28 رأساً مقطوعة من جنود الصرب إلى الرئيس البوسني علي عزت بيغوفيتش وإيران.

## عددهم
تتراوح تقديرات حجم قوات المجاهدين من 500 إلى 6000. في عام 2003 ذكر تشارلز آر شريدر أن الجنرال في مجلس الدفاع الكرواتي تيهومير بلاشكيتش قد قدر 3000 إلى 4000 لكن الرقم الفعلي ربما يكون أقرب إلى 2000 بناء على الشهادات المقدمة في محاكمة المحكمة الجنائية الدولية ليوغوسلافيا السابقة ضد داريو كورديتش وماريو تشيركيز. في عام 2004 صرح إيفان كولمان أن «انتشار المقاتلين العرب في البوسنة والهرسك الذين كانوا موالين بشكل عام للقيادة الجهادية في أفغانستان قد انفجر في منتصف التسعينيات إلى أعداد قدرت أحيانا بأكثر من 5000». صرح ستيفن سليمان شوارتز أن «ما يصل إلى 6000 متطوع من» العرب الأفغان«وصلوا إلى البلاد وتم تجنيدهم في القتال». في عام 2013 قدرت مجموعة الأزمات الدولية أن «ما بين 2000 و 5000 قاتلوا في البوسنة والهرسك». في عام 2017 ذكر تقرير صادر عن مركز الدراسات الإستراتيجية والدولية أن «الأرقام تتراوح بين 500-5000 مع غلبة التقديرات في نطاق 1000-2000».

## العلاقة بجيش جمهورية البوسنة والهرسك
وجدت المحكمة الجنائية الدولية ليوغوسلافيا السابقة أن هناك وحدة واحدة بحجم كتيبة تسمى المجاهدين. تأسست في 13 أغسطس 1993 من قبل جيش جمهورية البوسنة والهرسك الذي قرر تشكيل وحدة من المقاتلين الأجانب لفرض السيطرة عليهم حيث بدأ عدد المتطوعين الأجانب في الزيادة. تم إلحاق وحدة المجاهدين في البداية وتزويدها بجيش جمهورية البوسنة والهرسك على الرغم من أنها غالبا ما تعمل بشكل مستقل كوحدة خاصة.
وفقا للائحة الاتهام التي أصدرتها المحكمة الجنائية الدولية ليوغوسلافيا السابقة بحق راسم ديليتش قائد الأركان العامة لجيش جمهورية البوسنة والهرسك بعد تشكيل اللواء الإسلامي السابع في 19 نوفمبر 1992 كان المجاهدين تابعا له. وفقا لبيان صادر عن الأمم المتحدة عام 1995 كانت كتيبة المجاهدين «تعتمد بشكل مباشر على الطاقم البوسني في الإمدادات» و «التوجيهات» أثناء القتال مع القوات الصربية. شكلت هذه القضية جزءا من محاكمتين لجرائم الحرب للمحكمة الجنائية الدولية ليوغوسلافيا السابقة ضد اثنين من كبار المسؤولين السابقين في جيش جمهورية البوسنة والهرسك على أساس المسؤولية الجنائية العليا. في حكم المحكمة الابتدائية الذي أصدرته في قضية المحكمة الجنائية الدولية الخاصة بيوغوسلافيا السابقة ضد أنور حاجي حسنوفيتش قائد الفيلق الثالث لجيش جمهورية البوسنة والهرسك (الذي أصبح فيما بعد جزءا من القيادة المشتركة لجيش جمهورية البوسنة والهرسك وكان رئيس أركان القيادة العليا) وأمير كوبورا القائد في اللواء الإسلامي السابع من الفيلق الثالث بجيش جمهورية البوسنة والهرسك وجدت المحكمة الابتدائية أن:
ووجدت أيضًا أن:
ومع ذلك خلصت محكمة الاستئناف في المحكمة الجنائية الدولية ليوغوسلافيا السابقة في أبريل 2008 إلى أن العلاقة بين الفيلق الثالث لجيش جمهورية البوسنة والهرسك برئاسة حاجي حسنوفيتش وكتيبة المجاهدين لم تكن علاقة تبعية بل كانت قريبة من العداء العلني لأن الطريقة الوحيدة للسيطرة على الانفصال كانت لمهاجمتهم كما لو كانوا قوة معادية مميزة.
في يناير 2021 حُكم على قائد جيش جمهورية البوسنة والهرسك شكيب محمودجين في محكمة الدرجة الأولى بالسجن لمدة عشر سنوات لفشله في منع أو معاقبة مقاتلي المجاهدين الذين قتلوا وعذبوا السجناء الصرب في زافيدوفيتشي.

## ما بعد الحرب
في عام 1995 أسس قدامى المجاهدين البوسنيين منظمة الشباب الإسلامي النشط والتي تعتبر أخطر الجماعات الإسلامية في البوسنة والهرسك.

### الجدل حول المواطنة
طُلب من المجاهدين الأجانب مغادرة البلقان بموجب شروط اتفاقية دايتون لعام 1995 لكن العديد منهم بقوا. على الرغم من أن تقرير وزارة الخارجية الأمريكية أشار إلى أن العدد قد يكون أعلى إلا أن مسؤول في سيفور لم يذكر اسمه قال أن المخابرات العسكرية المتحالفة قدرت أنه لا يزيد عن 200 مسلح أجنبي المولد كانوا يعيشون بالفعل في البوسنة والهرسك في عام 2001 منهم حوالي 30 يمثلون مجموعة متشددة مع صلات مباشرة أو غير مباشرة بالإرهاب.
في سبتمبر 2007 تم سحب الجنسية من 50 من هؤلاء الأفراد. ومنذ ذلك الحين مُنع 100 شخص آخر من المطالبة بحقوق المواطنة. كان هناك 250 آخرين قيد التحقيق في حين أن الهيئة المكلفة بإعادة النظر في وضع الجنسية للمتطوعين الأجانب في حرب البوسنة والهرسك بما في ذلك المقاتلون المسيحيون من روسيا وأوروبا الغربية تنص على أنه سيتم فحص 1500 حالة في نهاية المطاف.

### محاكمات جرائم الحرب
زُعم أن المجاهدين البوسنيين شاركوا في جرائم حرب بما في ذلك قتل وتعذيب وقطع رؤوس المدنيين والجنود الصرب والكروات. ومع ذلك لم تصدر المحكمة الجنائية الدولية الخاصة بيوغوسلافيا السابقة لائحة اتهام ضدهم ولكن تم توجيه الاتهام إلى عدد قليل من ضباط جيش جمهورية البوسنة والهرسك على أساس مسؤولية القيادة. تم تبرئة كل من أمير كوبورا وأنور حاجي حسنوفيتش (ضباط جيش جمهورية البوسنة والهرسك المتهمين) في نهاية المطاف من جميع التهم المتعلقة بالحوادث المتعلقة بالمجاهدين. في الحكم خلص القضاة إلى أن المجاهدين مسؤولين عن إعدام 4 مدنيين كروات في قرية ميليتيتشي في أبريل 1993 والمعاملة غير الإنسانية لأسرى الحرب وقتل أحدهم في معسكر أوراشاتش في أكتوبر 1993.
تتعلق الأحكام الصادرة في قضيتي حاجي حسنوفيتش وكابورا بعدد من الأحداث التي تورط فيها المجاهدون. في 8 يونيو 1993 هاجمت وحدات جيش جمهورية البوسنة والهرسك ماليين وهي قرية كرواتية. بعد احتلال القرية وصلت إلى هناك وحدة من الشرطة العسكرية من اللواء 306 من جيش جمهورية البوسنة والهرسك. وقد كلف رجال الشرطة هؤلاء بإخلاء وحماية المدنيين في القرى التي استولى عليها جيش جمهورية البوسنة والهرسك. وترك الجرحى في الموقع ونقل ضباط الشرطة نحو مئتي شخص من بينهم مدنيون وجنود كروات باتجاه مهوريتشي. وأذن قائد اللواء 306 بنقل الجرحى في شاحنة ونقلهم إلى مهوريتشي. اعترض مجموعة من المجاهدين وعشرات من قوات جيش جمهورية البوسنة والهرسك في بوليانيتش القرويين المائتين الذين كانوا يرافقونهم إلى مهوريتشي من قبل اللواء 306 للشرطة العسكرية. وأسروا ما لا يقل عن 24 من الكروات في سن الخدمة العسكرية وفتاة كرواتية تبلغ من العمر 19 عام كانت ترتدي شارة الصليب الأحمر. ونُقل السجناء إلى بيكوشي بين ماليين ومهوريتشي. تم إعدام جميع هؤلاء السجناء بمن فيهم الفتاة البالغة من العمر 19 عام في بيكوشي أثناء احتجازهم.
في حكم المحكمة الجنائية الدولية ليوغوسلافيا السابقة أثناء محاكمة راسم ديليتش خلص القضاة إلى أن الادعاء أثبت أن أكثر من 50 صربي من الذين تم أسرهم خلال معركة فوزوتشا قتلوا في معسكر كامينيكا على يد المجاهدين. على الرغم من أن القضاة اتفقوا على أن ديليتش كان لديه سيطرة فعالة على وحدة المجاهدين فقد تمت تبرئته من المسؤولية منذ أن خلصت المحكمة الجنائية الدولية ليوغوسلافيا السابقة إلى أنه لا يمتلك معلومات كافية لمنعهم. تمت تبرئته أيضا من تهمة عدم إنقاذ 24 أسير كرواتي مسجون وفتاة كرواتية تبلغ من العمر 19 عام آنا برانييش من إعدام المجاهدين لأن الادعاء لم يثبت أنه قد تولى بالفعل منصب رئيس أركان حرب جيش جمهورية البوسنة والهرسك حيث تم تعيينه في نفس اليوم. وخلص القضاة إلى أن النيابة أثبتت أن المجاهدين عالجوا 12 أسير حرب صربي اعتقلوا أولا في قرية ليفادا ثم في معسكر كامينيكا بطريقة غير إنسانية من يوليو إلى أغسطس 1995 وقتلوا ثلاثة منهم. حكم على ديليتش بالسجن ثلاث سنوات لعدم إيقافهم.
في عام 2015 تحدث وزير حقوق الإنسان السابق ونائب رئيس اتحاد البوسنة والهرسك مرساد كيبو عن العديد من جرائم الحرب التي ارتكبها المجاهدون ضد الصرب في البوسنة والهرسك وعلاقاتهم بالمسؤولين المسلمين الحاليين والسابقين بما في ذلك الرؤساء السابقون والحاليون للاتحاد الفيدرالي ورؤساء البرلمان على أساس اليوميات والأدلة الموثقة الأخرى. وقدم أدلة إلى المدعي الفيدرالي في البوسنة والهرسك. كما اتهم كيبو شفيق جعفروفيتش الذي كان في ذلك الوقت قائد شرطة زينيتسا وآخرين بإخفاء جرائم الحرب عمدا. ندد حزب العمل الديمقراطي اتهاماته بأنها «أكاذيب وافتراءات رخيصة». وقرر المدعون الذين يحققون مع جعفروفيتش إسقاط التحقيق بعد فحص الوثائق التي أرسلها كيبو.
أُدين المجاهد العراقي عبد العظيم مكتوف بمساعدة مواطنيه في اختطاف مدنيين كروات من ترافنيك في عام 1993. وفي النهاية حكم عليه بالسجن لمدة ثلاث سنوات.
في عام 2016 قُدِّم قائد الفيلق الثالث في جيش جمهورية البوسنة والهرسك السابق شكيب محمودجين للمحاكمة لفشله في منع قتل صرب البوسنة والهرسك وتعذيبهم من قبل أعضاء وحدة المجاهدين في منطقتي فوزوتشا وزافيدوفيتشي. وبحسب لائحة الاتهام قُتل 50 أسير حرب صربي وقطعت رؤوس العديد منهم. وحُكم عليه بالسجن 10 سنوات في محكمة الدرجة الأولى في يناير 2021.

### العلاقة بتنظيم القاعدة وداعش
المخابرات الأمريكية والمكالمات الهاتفية التي اعترضتها الحكومة البوسنية تظهر وجود اتصال بين قادة تنظيم القاعدة والمجاهدين البوسنيين. كان العديد من المجاهدين مرتبطين بتنظيم القاعدة. أرسل أسامة بن لادن الموارد إلى المجاهدين البوسنيين. اثنان من الخاطفين الخمسة في هجمات 11 سبتمبر أصدقاء الطفولة خالد المحضار ونواف الحازمي كانا من المجاهدين البوسنيين. نصر علي الآنسي أحد كبار قادة تنظيم القاعدة في جزيرة العرب كان قد حارب في البوسنة والهرسك عام 1995. حُكم على الزعيم السلفي البوسني والمحارب المخضرم بلال بوسنيتش في عام 2015 بالسجن سبع سنوات بتهمة التحريض العلني على الأنشطة الإرهابية وتجنيد الإرهابيين للقتال مع داعش في سوريا.
في مقابلة عام 2005 مع الصحفي الأمريكي جيم لهرر قال ريتشارد هولبروك:
كتب إيفان كولمان: «يمكن العثور على بعض أهم العوامل الكامنة وراء التطرف المعاصر للشباب المسلم الأوروبي في البوسنة والهرسك حيث اختبر كريم المجاهدين العرب من أفغانستان مهاراتهم القتالية في حقبة ما بعد الاتحاد السوفيتي وحشدوا جيش جديد لجيل جديد من الثوار الإسلاميين». كما أشار إلى أن المصادر الصربية والكرواتية حول هذا الموضوع هي «دعاية محضة» تستند إلى كراهيتهم التاريخية للبوشناق «كأجانب مسلمين في قلب الأراضي المسيحية».
وفقا لبحوث راديو أوروبا الحرة "القاعدة في البوسنة والهرسك: أسطورة أو خطر حالي" لم تعد البوسنة والهرسك مرتبطة بالإرهاب المحتمل أكثر من أي دولة أوروبية أخرى. في عام 2007 خلص خوان كارلوس أنتينيز في تحليل لظاهرة الوهابية في البوسنة والهرسك إلى أنه على الرغم من تضخم وسائل الإعلام الصربية البوسنية والصربية والتقارير الوهمية في كثير من الأحيان حول خطر الإرهاب ووجود خلايا إرهابية فإن خطر وقوع هجوم إرهابي في البوسنة والهرسك ليس أعلى مما هو عليه في أجزاء أخرى من العالم".

## مشاهير
- عبد القادر مختاري - أبو المعالي (ت 2015) جزائري؛
- كريم سعيد عثماني، مغربي؛
- خالد المحضار (1975-2001)، سعودي؛ عضو تنظيم القاعدة وأحد الخاطفين في هجمات 11 سبتمبر
- فاتح كامل (مواليد 1961)، جزائري؛ أدين في وقت لاحق بتهم دعم الإرهاب في فرنسا
- زهير الطبيتي، سعودي؛ مذنب في وقت لاحق بتهم الإرهاب في المغرب
- بابار أحمد (مواليد 1974) باكستاني بريطاني؛ حوكم في الولايات المتحدة
- ليونيل دومون (مواليد 1971) فرنسي